# Óscar Andrés Rodríguez Maradiaga
Óscar Andrés Rodríguez Maradiaga, S.D.B. (Tegucigalpa, 29. prosinca 1942.), je honduraški rimokatolički kardinal i nadbiskup Tegucigalpa.

## Životopis
Rođen je u Tegucigalpi u Hondurasu, kao treće od četvero djece u Andrésa Rodrígueza Palaciosa i Raquele Maradiage. Nakon duhovnog poziva za redovnički život pridružio se salezijanacima 3. svibnja 1961. godine.
Dobio je doktorat iz filozofije na Institutu "Don Rua" u Salvadoru te iz teologije na Papinskom salezijanskom sveučilištu u Rimu te moralne teologije na Papinskoj akademiji Alfonsiani pri Lateranskom sveučilištu. Na austrijskom Sveučilištu u Innsbrucku, dobio je diplomu iz kliničke psihologije i psihoterapije. Za svećenika je zaređen 28. lipnja 1970. godine. Otac Rodríguez je imenovan biskupovim pomoćnikom u Tegucigalpi, iste godine. Bio je tri godine dekan bogoslovnog odjela u Gvatemali na Sveučilištu Francisco Marroquín, od 1975.
Tada je podučavao kemiju, fiziku i glazbu na salezijanskim fakultetima u Salvadoru, Hondurasu i Gvatemali, narednih petnaest godina. Za to vrijeme je postao i profesor moralne teologije te ekleziologije na salezijanskom teološkom institutu u Gvatemali. Također je učio svirati klavir te učio studije iz glazbe u El Salvadoru, Gvatemali i Sjedinjene Američke Države.
28. listopada 1978. godine, Rodríguez je imenovan pomoćnim biskupom Tegucigalpa i naslovnim biskupom Pudentiana. Primio je biskupsku posvetu 8. prosinca iste godine. Rodríguez je imenovao nadbiskupom Tegucigalpa 8. siječnja 1993. godine. Nadbiskup Rodríguez je postao kardinala svećenik crkve Santa Maria della Speranza na konzistoriju 21. veljače 2001., postavši tako prvi kardinal iz Hondurasa. Uz svoje biskupske odgovornosti, predsjednik je Biskupske konferencije Hondurasa. Rodriguez je bio jedan od kardinala birača koji su sudjelovali na konklavama 2005. i 2013. godine.
Kardinal Rodríguez izabran je 5. lipnja 2007. godine za novog predsjednika organizacije Caritas Internationalis, na 18. Općoj skupštini u Vatikanu. Na isto mjesto je ponovo izabran 24. svibnja 2011. Dana 12. lipnja 2012. godine, kardinal Rodriguez Maradiaga je imenovan članom Kongregacije za katolički odgoj, na mandat od pet godina.
Dana 13. travnja 2013. godine, imenovan je u skupinu kardinala koju je osnovao papa Franjo, koji su ga savjetovati za reviziju apostolske konstitucije Pastor Bonus. Rodríguez je bio i vatikanski glasnogovornik za odnose s Međunarodnim monetarnim fondom i Svjetskom bankom po pitanju duga Trećeg svijeta. Za svoje geslo je uzeo Moj život je Krist (lat. Mihi Vivere Christus Est).
Na Katoličkom sveučilištu Péter Pázmány drži počasni doktorat.